# Plastic Beach
Plastic Beach (с англ. — «Пластиковый пляж») — третий студийный альбом виртуальной группы Gorillaz, вышедший 3 марта 2010 года.
Первым синглом с альбома стала песня «Stylo», в клипе на которую снялся голливудский актёр Брюс Уиллис.

## Об альбоме
К этому альбому создатели приложили историю, по которой басист группы Мёрдок обнаружил в Точке Немо плавающий остров из бытовых отходов, на котором организовал новую студию.
Данный альбом ознаменовался выпуском нескольких синглов, таких как «Stylo», «On Melancholy Hill», «Rhinestone Eyes» и «Doncamatic». К каждому синглу (кроме «Rhinestone Eyes» — из-за отказа фирмы спонсора финансировать съёмки, для просмотра публике стало доступно только слайд-шоу, состоящее из зарисовок к невышедшему клипу) вышел видеоклип. В записи видеоклипа на песню «Stylo» принял участие Брюс Уиллис.
Plastic Beach разошёлся по миру тиражом более миллиона копий. Спустя некоторое время после выпуска Plastic Beach группа отправилась в мировое турне.

## Критика
Альбом получил в целом положительные отзывы критиков. На агрегаторе рецензий Metacritic набрал 77 баллов из 100 на основе 34 обзоров. Роб Шеффилд из Rolling Stone поставил альбому 4,5 звезды из 5 и сказал: «Это третий отличный альбом Gorillaz в ряд». Майкл Кабран из PopMatters написал: «Plastic Beach содержит одни из лучших песен Gorillaz на сегодняшний день, и если вы никогда не слушали группу — это лучший альбом для начала». Китти Эмпайр из The Guardian, что «от предпосылок до воплощения, вероятно, это самый захватывающий проект Gorillaz на данный момент». Стивен Томас Эрлевайн из AllMusic поставил альбому 4,5 звезды из 5 и заявил, что «созданный через пять лет после деликатной причудливой меланхолии Demon Days 2005 года, Plastic Beach является явным продолжением своего предшественника». Грег Кот из Chicago Tribune написал: «Огромный талант Албарна состоит в том, чтобы объединить, казалось бы, несовпадающие элементы из разных культур, жанров и поколений и создать что-то прекрасное». Алексис Петридис из The Guardian похвалил Албарна за его «калейдоскопические музыкальные амбиции» и сказал: «Несмотря на несколько неудачных экспериментов, есть что-то очень впечатляющее в способности Албарна вывести артистов из их зоны комфорта». В конце 2010 года Plastic Beach вошел в десятку лучших альбомов года по версии нескольких критиков, а согласно Acclaimed Music занял 16-е место в списках критиков на конец года. Занял десятое место по версии журнала Hot Press и Slant Magazine, седьмое по версии журнала Q, четвертое по версии Consequence of Sound и третье по данным The Age. Также был признан 30-м лучшим альбомом 2010 года в рейтинге Pazz & Jop, ежегодном опросе американских критиков, публикуемом в газете The Village Voice.

## Список композиций
| №                   | Название                                                                                     | Автор(ы)                         | Длительность |
| ------------------- | -------------------------------------------------------------------------------------------- | -------------------------------- | ------------ |
| 1.                  | «Orchestral Intro» (feat. sinfonia ViVA)                                                     | Gorillaz                         | 1:09         |
| 2.                  | «Welcome to the World of the Plastic Beach» (feat. Snoop Dogg & Hypnotic Brass Ensemble)     | Gorillaz, Snoop Dogg             | 3:35         |
| 3.                  | «White Flag» (feat. Bashy, Kano & The Lebanese National Orchestra for Oriental Arabic Music) | Gorillaz, Bashy, Kano            | 3:43         |
| 4.                  | «Rhinestone Eyes»                                                                            | Gorillaz                         | 3:20         |
| 5.                  | «Stylo» (feat. Bobby Womack & Mos Def)                                                       | Gorillaz, Mos Def                | 4:30         |
| 6.                  | «Superfast Jellyfish» (feat. De La Soul & Gruff Rhys)                                        | Gorillaz, De La Soul, Gruff Rhys | 2:54         |
| 7.                  | «Empire Ants» (feat. Little Dragon)                                                          | Gorillaz, Yukimi Nagano          | 4:43         |
| 8.                  | «Glitter Freeze» (feat. Mark E. Smith)                                                       | Gorillaz, Mark E. Smith          | 4:03         |
| 9.                  | «Some Kind of Nature» (feat. Lou Reed)                                                       | Gorillaz, Lou Reed               | 2:59         |
| 10.                 | «On Melancholy Hill»                                                                         | Gorillaz                         | 3:53         |
| 11.                 | «Broken»                                                                                     | Gorillaz                         | 3:17         |
| 12.                 | «Sweepstakes» (feat. Mos Def & Hypnotic Brass Ensemble)                                      | Gorillaz, Mos Def                | 5:20         |
| 13.                 | «Plastic Beach» (feat. Mick Jones & Paul Simonon)                                            | Gorillaz                         | 3:47         |
| 14.                 | «To Binge» (feat. Little Dragon)                                                             | Gorillaz, Yukimi Nagano          | 3:55         |
| 15.                 | «Cloud of Unknowing» (feat. Bobby Womack & sinfonia ViVA)                                    | Gorillaz                         | 3:06         |
| 16.                 | «Pirate Jet»                                                                                 | Gorillaz                         | 2:32         |
| Общая длительность: | Общая длительность:                                                                          | Общая длительность:              | 56:46        |

| №                   | Название            | Автор(ы)            | Длительность |
| ------------------- | ------------------- | ------------------- | ------------ |
| 17.                 | «Pirate's Progress» | Gorillaz            | 4:03         |
| Общая длительность: | Общая длительность: | Общая длительность: | 60:49        |

## Позиции в чартах
| Чарт (2010)                 | Позиция |
| --------------------------- | ------- |
| Australian Albums Chart     | 1       |
| Austrian Albums Chart       | 1       |
| Belgian Albums Chart        | 1       |
| Canadian Albums Chart       | 3       |
| Czech Republic Albums Chart | 6       |
| Danish Albums Chart         | 1       |
| French Albums Chart         | 2       |
| German Albums Chart         | 3       |
| Icelandic Albums Chart      | 4       |
| Irish Albums Chart          | 4       |
| Italian Albums Chart        | 12      |
| Mexican Albums Chart        | 10      |
| Dutch Albums Chart          | 8       |
| New Zealand Albums Chart    | 4       |
| Norwegian Albums Chart      | 6       |
| Polish Albums Chart         | 7       |
| Portuguese Albums Chart     | 4       |
| Swedish Albums Chart        | 10      |
| Swiss Albums Chart          | 2       |
| UK Albums Chart             | 2       |
| US Billboard 200            | 2       |
| Brazilian Albums Chart      | 2       |